# Bule-Bule
Antônio Ribeiro da Conceição, conhecido por seu pseudônimo/nome artístico Bule-Bule (Antônio Cardoso, 22 de outubro de 1947), é um músico, repentista, escritor e poeta brasileiro.
Autor de obras de cordel, Bule-Bule é considerado um mantenedor das tradições musicais sertanejas da Bahia, tais como o samba sertanejo, o coco e outros ritmos típicos que sua ascendência africana fizeram desde cedo conviver.

## Biografia
Seu pai era Manoel Muniz, dançarino da tirana e sambador (falecido em 1996 aos 81 anos de idade), apelidado "Manoel Jararaca", e de Isabel Ribeiro da Conceição que era doceira, louceira, benzedeira e parteira.
Bule-Bule mudou-se para Salvador, onde passou a apresentar-se em shows e praças públicas. Veio a gravar a primeira vez somente no ano de 1979, num LP coletivo.
Diabético, Bule-Bule exercia a gerência de cultura na cidade de Camaçari quando em 2008 sofreu um acidente com o moto-táxi que o levava ao trabalho, forçando-o a ficar muito tempo em repouso. Mesmo assim o artista planejava o lançamento do próximo CD, uma homenagem a seu pai, e com trabalhos de outros artistas e compositores, intitulado Recordando Manoel Muniz.
Casado com Gina, mora na cidade de Camaçari; sua saúde fragilizada o levou à insuficiência renal com sessões de hemodiálise até 2017, quando fez um transplante de rim.

## Homenagens
No ano de 1993 recebeu o título de cidadão honorário da capital baiana, pela então prefeita Lídice da Mata.
Em 2008 recebeu a medalha da Ordem do Mérito Cultural.
Em 2017, ao lado do histórico cordelista Leandro Gomes de Barros e de Geraldo Amâncio, foi homenageado pela Bienal  Internacional do Livro do Ceará.

## Trabalhos
Tem músicas suas gravadas por outros cantores populares baianos, como Gereba.
Seus repentes e cordéis muitas vezes passam pelo lirismo, mas não abandonam a crítica às injustiças sociais e ao sistema, como em obras que publicou nos anos 1970, durante a ditadura militar, em que clamava por liberdade. Eclético, fez show com a banda BaianaSystem e seu vocalista Russo Passapusso declarou: “Bule Bule representa o processo de incorporação da música na própria pessoa. Ele é a própria arte. Quando você o vê, enxerga regiões e épocas. Está tudo dentro de sua fala. E quando você tem uma participação como essa no palco, é esse o legado: um entendimento de raiz”.

## Excertos
Ao contrário da imagem quase generalizada do sertão como uma terra árida, a realidade vivida pelo artista foi diferente, e foi isso que registrou: